# 2017年堺市長選挙
2017年堺市長選挙（2017ねんさかいしちょうせんきょ）とは、日本の地方自治体である大阪府堺市の市長を選出するために執行される選挙で、2017年9月24日に投開票された。

## 概要
現職の竹山修身（現在2期目）の任期満了に伴う選挙。
現職の竹山は、前々回（2009年）の選挙では橋下徹大阪府知事（当時）の応援を受けて初当選を果たすも、その後橋下が掲げた大阪都構想や議会運営などで橋下や大阪維新の会（2010年に橋下らによって設立された地域政党）と対立を深めたことから、前回の選挙では自由民主党・民主党（当時）・日本共産党・社会民主党の非維新勢力4党の支援を受け、維新が立てた刺客候補と全面対決することとなり、およそ58000票差で当選。
今回も、非維新勢力の自民党・民進党・社民党・日本のこころの4党が竹山の支援にまわることが決定。また、共産党も表立っての推薦は見送ったものの「自主的支援」と言う形で竹山の支援にまわった。一方、大阪維新の会は当初、元読売テレビアナウンサーの清水健の擁立を検討していたが、5月下旬に本人が出馬の辞退を申し入れたことから、6月下旬には事実上断念。7月、大阪府議・党学生局長の永藤英機を公認候補として擁立することを決定。なお、公明党は前回に引き続き候補の応援はせず、自主投票とした。
この選挙は、改正された公職選挙法において選挙権が20歳から18歳に引き下げられてから初めての市長選挙となる。

## 選挙データ
- 選挙事由：任期満了
- 告示日：2017年9月10日

### 投票日
- 2017年9月24日（即日開票）

#### 同日投票
- 堺市議会議員西区選挙区・南区選挙区補欠選挙（欠員各区1人）
- 大阪府議会議員堺市堺区選挙区補欠選挙（欠員1人）

### 選挙の争点
出典：
- 大阪維新の会VS自民・民進ら非維新勢力

なお、前回は大阪・堺両政令市を廃止し特別区を設置する「大阪都構想」に堺市が参加するかどうかが最大の争点だったが、今回は維新側がマニフェストでは大阪都構想に一切触れず盛り込まれなかった為、都構想が公約化されることはなかった。

## 立候補者
出典：
2名、立候補届け出順
| 候補者名（読みかた）         | 年齢 | 党派         | 現元新 | 肩書き                              |
| ---------------------------- | ---- | ------------ | ------ | ----------------------------------- |
| 永藤英機 （ながふじ ひでき） | 41   | 大阪維新の会 | 新     | 元大阪府議会議員                    |
| 竹山修身（たけやま おさみ）  | 67   | 無所属       | 現     | 堺市長（現職） 元大阪府政策企画部長 |

### 立候補者の公式サイト
- 永藤英機…堺市長選特設ホームページ2017｜大阪維新の会
- 竹山修身…竹山おさみ「堺はひとつ!」特設サイト（アーカイブ）

## 選挙結果
自民党、民進党、日本のこころの推薦と共産党の支援を受けた無所属で現職・竹山が、大阪維新の会公認で元大阪府議・永藤を約2万票差で破り、3選した。しかし、竹山は前回より得票率を下げ、維新側は得票率を上げた。
現職・竹山は、2期8年の実績を強調するとともに、前回同様、維新が掲げるいわゆる「大阪都構想」に反対し、堺市を維持することを公約に掲げ一定の支持を集めた。一方、維新・永藤は「議論が進んでいない」として都構想への堺市参加を公約に盛り込まず、松井一郎代表らも応援に駆け付け総力戦を展開するも、出馬表明が7月と出遅れたことも響き支持が広がらず敗戦。維新は堺市長選挙で前回2013年に続き2連敗を喫する形となった。なお維新は、大阪市を特別区に分割・再編する大阪都構想の住民投票を2018年秋に再度実施する方針を掲げており、今回の敗戦がこれに影響する見方もある。
投票率は44・31％で前回の50・69％から6.38ポイント下がった。
※当日有権者数：688,758人 最終投票率：44.31%（前回比：-6.38pts）
| 候補者名 | 年齢 | 所属党派     | 新旧別 | 得票数    | 得票率 | 推薦・支持                                           |
| -------- | ---- | ------------ | ------ | --------- | ------ | ---------------------------------------------------- |
| 竹山修身 | 67   | 無所属       | 現     | 162,318票 | 53.8%  | （推薦）自由民主党・民進党・社会民主党・日本のこころ |
| 永藤英機 | 41   | 大阪維新の会 | 新     | 139,301票 | 46.2%  |                                                      |

| 区     | 竹山修身 | 竹山修身 | 永藤英機 | 永藤英機 |
| 区     | 得票     | %        | 得票     | %        |
| ------ | -------- | -------- | -------- | -------- |
| 合計   | 162,318  | 53.82%   | 139,301  | 46.18%   |
| 堺区   | 30,322   | 56.57%   | 23,279   | 43.43%   |
| 中区   | 22,116   | 55.53%   | 17,708   | 44.47%   |
| 東区   | 17,831   | 52.59%   | 16,072   | 47.41%   |
| 西区   | 26,366   | 56.28%   | 20,481   | 43.72%   |
| 南区   | 26,300   | 47.22%   | 29,394   | 52.78%   |
| 北区   | 32,383   | 55.92%   | 25,523   | 44.08%   |
| 美原区 | 7,000    | 50.56%   | 6,844    | 49.44%   |

## 事件
9月21日、堺市長選の応援演説に来ていた日本維新の会の伊東信久衆議院議員が暴行の被害に遭った。暴行容疑で取り押さえられた男は、演説をしていた南区の市議会議員補欠選挙候補者に突然殴りかかろうとし、止めに入った伊東が被害に遭った。男は、大阪府警南堺署の取り調べに対し「うるさかった」と供述している。